# Alibertia rotunda
Alibertia rotunda är en måreväxtart som först beskrevs av Adelbert von Chamisso, och fick sitt nu gällande namn av Karl Moritz Schumann. Alibertia rotunda ingår i släktet Alibertia och familjen måreväxter. Inga underarter finns listade i Catalogue of Life.